# Счастливые времена
Счастливые времена (англ. Happy Times, нем. Glückliche Zeit) — одна из фаз Битвы за Атлантику во время Второй мировой войны, когда немецкие подводные лодки добились значительных успехов в битвах с военно-морскими силами Великобритании и их союзников.
Примечательно, что сами немецкие подводники рассматривали эти времена как «счастливые» только оглядываясь назад, и не употребляли термин до 1942 года[страница не указана 320 дней]. К тому времени трудности подводной войны резко возросли. В послевоенных работах, чтобы отличить этот период от успехов 1942 года во время операции «Паукеншлаг», некоторые исследователи стали его называть Первое счастливое время (англ. First Happy Time). Этот период начался в июле 1940 года, сразу же после того, как Германия завоевала Францию и через Бискайский залив получила прямой выход в Атлантику.
Одной из причин успешности этого периода для немецких военно-морских сил было недостаточное количество радаров на британских кораблях, это означало, что было практически невозможно вовремя обнаружить подводные лодки во время ночных атак. С июля по октябрь 1940 года только на Западных подходах было потоплено 282 судна, общим тоннажем 1 489 795 т.

## Конец счастливых времен
Не существует единого мнения об окончании «счастливых времен». Одни считают, что они закончилось в октябре 1940, другие — в апреле 1941. Поскольку разделение появилось только в ретроспективе, а успехи подводников шли на убыль постепенно, дата окончания, видимо, так и останется спорной.